# In equilibrio (singolo Ilaria Porceddu)
In equilibrio è un singolo della cantante italiana Ilaria Porceddu pubblicato come secondo singolo dall'album omonimo. Il brano è stato presentato al Festival di Sanremo 2013, classificandosi secondo nella sezione Giovani.

## Descrizione
Il testo del brano si ispira a La strada di Fellini, ed il ritornello è in lingua sarda.

## Video musicale
Il videoclip è stato pubblicato il 15 febbraio 2013 su YouTube. Nel video si vede l'artista cantare in un prato, seguita da altri personaggi che, nell'alternanza delle scene ambientate sempre nello stesso luogo, raccontano tra metafore di effetto visivo il significato del brano.

## Tracce
1. In equilibrio – 3:34 (testo: Ilaria Porceddu, Attilio Fontana e Clemente Ferrari)

## Classifiche
| Classifica (2013) | Posizione |
| ----------------- | --------- |
| Italia            | 49        |